# Deltote monorbis
Deltote monorbis is een vlinder van de familie van de uilen (Noctuidae). De wetenschappelijke naam van deze soort is voor het eerst voorgesteld als Lithacodia monorbis door Emilio Berio in een publicatie uit 1959.
De soort komt voor op Madagaskar.